# Konstanzer Bucht des Bodensees
Konstanzer Bucht des Bodensees este o arie protejată (sit de importanță comunitară — SCI, arie de protecție specială avifaunistică — SPA) din Germania întinsă pe o suprafață de 311,12 ha, integral pe uscat.

## Localizare
Centrul sitului Konstanzer Bucht des Bodensees este situat la coordonatele 47°39′41″N 9°12′03″E / 47.6614°N 9.2008°E.

## Înființare
Situl Konstanzer Bucht des Bodensees a fost declarat arie de protecție specială avifaunistică în martie 2001 pentru a proteja 17 specii de animale. Situl a fost protejat și ca sit de importanță comunitară în martie 2001.

## Biodiversitate
Situată în ecoregiunea continentală, aria protejată nu include niciun habitat protejat.
La baza desemnării sitului se află mai multe specii protejate de  păsări (17): pescăruș albastru (Alcedo atthis), Anas strepera strepera, rață-cu-cap-castaniu (Aythya ferina), rața moțată (Aythya fuligula), rață roșie (Aythya nyroca), Bucephala clangula, chirighiță neagră (Chlidonias niger), Fulica atra atra, Gavia arctica arctica, cufundar mare (Gavia immer), cufundar mic (Gavia stellata), Mergus merganser merganser, rață cu ciuf (Netta rufina), Podiceps cristatus cristatus, Podiceps nigricollis nigricollis, chiră de baltă (Sterna hirundo), Tachybaptus ruficollis ruficollis